# Цумадинський район
Цумадинський район (ав. ЦӀумада район - муніципальний район Дагестана.
Адміністративний центр району - селище Агвалі.

## Назва
Районний центр з 1932 по 1936 рік перебував в сел. Цумада-Урух, звідки йде і назва району, з 1936 року райцентр - сел. Агвалі.

## Географія
Цумадинський район розташований на відрогах гір Східної гряди Кавказького хребта на висоті 3000 і більше метрів, у Південно-східній частині Республіки Дагестан. Він займає територію вздовж берега річки Андійське Койсу, посеред долин Богоського хребта і високогірних вершин, найвища з яких — гора Адалло-Шухгельмеєр, має висоту 4151 метр над рівнем моря.
Територія району займає площу 1178 кв.км.
Район межує з територією [Грузія|Грузії]] (13 км) і Чеченською Республікою (38 км), а також з такими районами Дагестану як Ботліхським, Ахвахським, Шамільським, Тляратинським, Цунтинським.
По території району протікають, крім р. Андійське Койсу, такі великі річки як Хваршинка, Сільдинка, Сасітлинка, Гімерсинка, Гакваринка, Гадиринка, Тиндинка, Хуштадинка, які в літній період перетворюються на вируючі потоки, що впадають в річку Андійське Койсу (Алазані), що бере початок в Грузії.
Незважаючи на відносно невелику площу Цумадинського району, кліматичні умови виражені неоднаково в різних його частинах. Північна частина району є сухою і теплою, тоді як південна — волога і холодна. Це пов'язано з перепадом висот, з особливостями рельєфу і характером розташування району. Спостереження за погодою в районі веде сама високогірна метеостанція Росії — «Сулак, високогірна», розташована у верхів'ях річки Кіла на висоті 2923 м. Це єдина в Росії високогірна метеостанція на сьогодні. Головна річка району — Андійське Койсу.
Природа району унікальна. Територія району на 20 % вкрита лісами різних порід, найбільша кількість становить сосна і береза.
Різноманітна фауна і флора району. Поряд зі звичайними для всього Дагестану дикими тваринами, тут мешкають такі рідкісні види, як безоаровий козел (тур), занесений до Червоної книги, а також дагестанський улар і гірська сарна. Ґрунт в основному кам'янистий, але місцями зустрічається і чорнозем. У районі є численні джерела термальних і мінеральних вод лікарського значення, які знаходяться біля населених пунктів Інхокварі, Хвайні, Метрада, Гігатлі, Хуштада та інших місцях.
Гірські вершини
Гірські вершини району: Богоський гірський масив, розташований в межах Цумадинського району, являє собою сукупність високих гірських гряд і хребтів, пов'язаних гостросеребристими сідловинами і утворює надзвичайно важкодоступний гірський ландшафт із загостреними піками, гребенями, осипами схилів. Характерною особливістю рельєфу Богоського хребта є велика крутизна схилів. Богосс характеризується поширенням як сучасних, так і давніх льодовикових форм рельєфу (карів, трогів, крижаних відкладень і льодовикових озер).
В межах району Богосс найпотужніший вузол сучасного зледеніння Дагестану. В межах району знаходяться всі одинадцять піків чотирьохтисячників: Адалло-Шухгельмеєр — 4151 м, Бочек — 4116 м, Бічуга — 4112 м, Анчобала — 4111 м, Чинісмеєр — 4099 м, Касараку — 4097 м, Беленчі — 4053 м, Осука — 4048 м, Адда Східна — 4025 м, Іженамеєр — 4025 м, Тунсада — 4013 м, а також один з найвищих гірських піків Дагестану Діклос-мта — 4285 м.
З шести вузлів заледеніння Богоського хребта п'ять зосереджені в Цумадинському районі загальною площею 20 км². Найпотужнішим льодовиком масиву, та й усього Дагестану, є льодовик Беленгі довжиною 3,2 км і товщиною до 170 м.
- Заїнкорт — висота над рівнем моря становить 3308 метра.

## Історія
Створений 28 березня 1926, як експеримент, постановою ЦВК ДАССР.

## Населення
Населення - 24 178 осіб.
Національний склад
У районі живуть аварці, чамалали, тіндінці, багулали, хваршини, цези .
Всі етноси району є корінними жителями, за винятком мешканців населених пунктів Кеді, Сасітлі, Сільд, Гакко, Метрада, Нижнє Хваршіні, Верхнє Хваршіні, Ціхалах, які ще в XIX столітті переселилися з центральних аварських районів.
Національний склад населення за даними Всеросійського перепису населення
 2010 :
| Народ            | Чисельність, чол. | Частка від усього населення,% |
| ---------------- | ----------------- | ----------------------------- |
| Аварці           | 23085             | 98,9%                         |
| * Власне аварці  | 22159             | 94,9%                         |
| * Тіндали        | 617               | 2,6%                          |
| * Хваршини       | 309               | 1,4%                          |
| * Чамалали       | ...               | ...                           |
| * Багулали       | ...               | ...                           |
| * дідойці (цези) | ...               | ...                           |
| Інші             | 260               | 1,1%                          |
| Усього           | 23345             | 100%                          |

## Економіка
Економіка розвинена слабко - більшість колгоспів на початку 1990-х розвалилися. Є молочні ферми, на полях вирощується картопля, в деяких селах розбиті сади - яблука, груші і абрикоси.

## Культура
Районна газета - «ЦІумадисезул гьаракь» (Голос Цумада) - аварською мовою - видається в Агвалі. У районі слабкий телетранслятор, і можна приймати не більше двох федеральних телеканалів. Багато жителів користуються супутниковим телебаченням.

## Персоналії
На території району народились:
- Абакаров Каді Абакарович (1913—1948) - радянський вояк, Герой Радянського Союзу (с. Ечеда)